# Belmont (Ohio)
Pour les articles homonymes, voir Belmont.
Belmont est un village de Belmont County, dans l'Ohio. Il fait partie de la zone statistique métropolitaine de Wheeling (Virginie-Occidentale). La population était de 453 personnes au recensement de 2010.

## Histoire
Belmont était à l'origine connu sous le nom de Wrightstown, ayant été fondée en 1808 par Joseph Wright. Le nom de Belmont a été adopté en anticipation du choix de la localité pour devenir le siège du comté de Belmont. C'est toutefois la ville de Saint Clairsville qui eut finalement cet honneur. Le Baltimore and Ohio Railroad vint ensuite couper à travers la ville jusqu'à son démantèlement dans les années 1980.
Belmont joue un rôle dans le chemin de fer clandestin : la famille Bundy, qui était quaker, tenait la gare de Belmont et transportait des groupes d'esclaves en fuite jusqu'à Salem (Ohio).
Le village fait également partie du parcours historique de Drover qui serpente à travers les collines et les vallées du Comté de Belmont.

## Géographie
Belmont est situé à 40° 01′ 39″ N, 81° 02′ 27″ O (40.027560, -81.040807).
Selon le United States Census Bureau, le village a une superficie totale de 0,27 milles carrés (0,7 km2).
Belmont est également situé à environ un mile au sud de Barkcamp State Park. 